# Lijst van beschermd erfgoed in Jemeppe-sur-Sambre
Onderstaande tabel geeft een overzicht van de beschermde erfgoederen in de gemeente Jemeppe-sur-Sambre. Het beschermd erfgoed maakt onderdeel uit van het cultureel erfgoed in België.
| Object                                                                            | Bouwjaar/architect | Deelgemeente | Adres              | Coördinaten                   | Nummer?                | Afbeelding                                                                     |
| --------------------------------------------------------------------------------- | ------------------ | ------------ | ------------------ | ----------------------------- | ---------------------- | ------------------------------------------------------------------------------ |
| Gevels en daken van kasteel Mielmont                                              |                    |              | Onoz               | 50° 29' 52" NB, 4° 40' 21" OL | 92140-CLT-0001-01 Info |                                                                                |
| Donjon van Villeret en het ensemble van de donjon en zijn omliggende terrein      |                    |              | Jemeppe-sur-Sambre | 50° 30' 30" NB, 4° 39' 5" OL  | 92140-CLT-0004-01 Info | Donjon van Villeret en het ensemble van de donjon en zijn omliggende terrein   |
| Ensemble van de watermolen en omgeving                                            |                    |              | Onoz               | 50° 29' 30" NB, 4° 40' 13" OL | 92140-CLT-0005-01 Info | Ensemble van de watermolen en omgeving                                         |
| Grot van de man van Spy en het ensemble van de grot en de omliggende terreinen    |                    |              |                    | 50° 28' 49" NB, 4° 40' 28" OL | 92140-CLT-0006-01 Info | Grot van de man van Spy en het ensemble van de grot en de omliggende terreinen |
| Gevels en daken van de kasteelhoeve Balâtre en oprichting beschermingszone        |                    |              |                    | 50° 29' 55" NB, 4° 38' 13" OL | 92140-CLT-0007-01 Info | Gevels en daken van de kasteelhoeve Balâtre en oprichting beschermingszone     |
| Gevels en daken van het ensemble van het waterstation en twee technische gebouwen |                    |              |                    | 50° 29' 0" NB, 4° 39' 57" OL  | 92140-CLT-0008-01 Info |                                                                                |
| De donjon van Villeret                                                            |                    |              |                    | 50° 30' 29" NB, 4° 39' 4" OL  | 92140-PEX-0001-01 Info | De donjon van Villeret                                                         |
| Ensemble van de grot van de man van Spy en de omliggende terreinen                |                    |              |                    | 50° 29' 0" NB, 4° 40' 13" OL  | 92140-PEX-0002-01 Info | Ensemble van de grot van de man van Spy en de omliggende terreinen             |